# Liga Mistrzyń UEFA (2012/2013)
Liga Mistrzów UEFA Kobiet w sezonie 2012/2013 – dwunasta edycja kobiecych klubowych rozgrywek o mistrzostwo Starego Kontynentu organizowanych przez UEFĘ i czwarta rozgrywana pod szyldem UEFA Women’s Champions League (Liga Mistrzów UEFA Kobiet). Do udziału w nich przystąpiły 54 drużyny z 46 federacji.
Prawo udziału w rozgrywkach otrzymali wszyscy zwycięzcy zmagań ligowych w poszczególnej federacji oraz 8 drużyn z drugich miejsc w ośmiu najwyżej notowanych ligach (niemieckiej, szwedzkiej, francuskiej, rosyjskiej, angielskiej, duńskiej, włoskiej i norweskiej). Zwycięzcy 14 najsilniejszych lig europejskich oraz wszystkie 8 ekip z drugich miejsc w najsilniejszych ligach zostali automatycznie przydzieleni do 1/16 finału. Pozostałe 32 zespoły swą walkę rozpoczynały od fazy wstępnej, w których podzielone zostały na 8 czterozespołowych grup. Do następnej fazy awans uzyskali ich zwycięzcy oraz dwa zespoły z najlepszym bilansem z drugich miejsc. Od 1/16 rozgrywki prowadzono systemem pucharowym. Wstępna faza grupowa została rozegrana w dniach 11–16 sierpnia 2012 roku, 1/16 finału 25–27 września (pierwsze mecze) i 3–11 października (rewanże), 1/8 finału 31 października – 1 listopada (pierwsze mecze) i 7–8 listopada (rewanże), ćwierćfinały 20 i 27–28 marca 2013 roku, półfinały 13–14 i 21 kwietnia, a finał 23 maja w Londynie. Zwycięzcą po raz pierwszy w historii została debiutująca w tym sezonie w kobiecej Lidze Mistrzów drużyna VfL Wolfsburg.

## Runda wstępna
Losowanie grup eliminacyjnych odbyło się 28 czerwca 2012 roku w siedzibie Europejskiej Unii Piłkarskiej w Nyonie. Drużyny przed losowaniem podzielone były na cztery koszyki. Eliminacje odbyły się w dniach 11–16 sierpnia poprzez rozegranie ośmiu turniejów eliminacyjnych (osiem odrębnych grup po cztery zespoły w każdej). Mecze rozegrane zostały systemem każdy z każdym, po jednym  spotkaniu. Każdy turniej organizował jeden z ośmiu klubów-gospodarzy, których wyboru dokonano jeszcze przed losowaniem – były to: ŽNK Pomurje ze Słowenii, ŽFK Spartak Subotica z Serbii, Birkirkara FC z Malty, słowacki Slovan Bratysława, ŽNK SFK 2000 Sarajewo z Bośni i Hercegowiny, cypryjski Apollon Limassol, macedoński ZFK Naše Taksi oraz PK-35 Vantaa z Finlandii. Awans do kolejnej fazy turnieju uzyskiwali zwycięzcy każdej z grup oraz dwa zespoły z najlepszym bilansem z drugich miejsc.

### Grupa 1
Wyniki i tabela grupy 1, w której gospodarzem był klub ŽNK Pomurje ze Słowenii:
| Poz. | Klub                 | M | Pkt. | Mecze | Mecze | Mecze | Bramki | Bramki |
| Poz. | Klub                 | M | Pkt. | zwy.  | rem.  | por.  | zdob.  | stra.  |
| ---- | -------------------- | - | ---- | ----- | ----- | ----- | ------ | ------ |
| 1    | FC Zürich Frauen     | 3 | 9    | 3     | 0     | 0     | 14     | 0      |
| 2    | ŽNK Pomurje          | 3 | 6    | 2     | 0     | 1     | 13     | 5      |
| 3    | Ataşehir Belediyesi  | 3 | 3    | 1     | 0     | 2     | 5      | 10     |
| 4    | Gintra Universitetas | 3 | 0    | 0     | 0     | 3     | 3      | 20     |

- 1. kolejka:

| 11 sierpnia 2012 | FC Zürich Frauen          | 2:0   | ŽNK Pomurje |                                                                     |
| 17:00 CET        | Deplazes 13' · Grings 71' | (1:0) |             | Športni park Beltinci, Beltinci Widzów: 500 Sędzia: Kateryna Monzul |

| 11 sierpnia 2012 | Gintra Universitetas            | 2:3   | Ataşehir Belediyesi            |                                                                   |
| 20:00 CET        | Möller 26' · Neverdauskaitė 36' | (2:1) | Matveeva 44', 55' · Aladağ 75' | Športni Park Lendava, Lendava Widzów: 50 Sędzia: Sofia Karagiorgi |

- 2. kolejka:

| 13 sierpnia 2012 | FC Zürich Frauen                         | 4:0   | Ataşehir Belediyesi |                                                                      |
| 17:00 CET        | Zürcher 29' · Humm 40' · Grings 49', 80' | (2:0) | Ahlatcı 32', 90+1'  | Športni park Beltinci, Beltinci Widzów: 130 Sędzia: Sofia Karagiorgi |

| 13 sierpnia 2012 | ŽNK Pomurje                                                                     | 9:1   | Gintra Universitetas                             |                                                              |
| 20:00 CET        | Eržen 31', 45+2', 70' · Zver 39' 62', 72', 78' · Benak 45' · Rogan 48', 66' (k) | (3:0) | Imanalijeva 58' · Budrytė 65' · Rzayeva 34', 88' | Športni Park Lendava, Lendava Widzów: 350 Sędzia: Amy Rayner |

- 3. kolejka:

| 16 sierpnia 2012 | Gintra Universitetas | 0:8   | FC Zürich Frauen                                                                                           |                                                                  |
| 17:00 CET        |                      | (0:2) | Zumbühl 21', 79' · Deplazes 36' · Brandenberger 58' · Terchoun 60' · Zürcher 83' · Kiwic 85' · Weber 90+1' | Športni Park Lendava, Lendava Widzów: 50 Sędzia: Kateryna Monzul |

| 16 sierpnia 2012 | Ataşehir Belediyesi           | 2:4   | ŽNK Pomurje                            |                                                                |
| 17:00 CET        | Uraz 25' · Ebi 52' · 60', 64' | (1:3) | Prša 21' · Tibaut 23', 89' · Rogan 28' | Športni park Beltinci, Beltinci Widzów: 800 Sędzia: Amy Rayner |

### Grupa 2
Wyniki i tabela grupy 2, w której gospodarzem był ŽFK Spartak Subotica z Serbii:
| Poz. | Klub                 | M | Pkt. | Mecze | Mecze | Mecze | Bramki | Bramki |
| Poz. | Klub                 | M | Pkt. | zwy.  | rem.  | por.  | zdob.  | stra.  |
| ---- | -------------------- | - | ---- | ----- | ----- | ----- | ------ | ------ |
| 1    | BIIK Kazygurt        | 3 | 9    | 3     | 0     | 0     | 9      | 0      |
| 2    | ŽFK Spartak Subotica | 3 | 6    | 2     | 0     | 1     | 8      | 2      |
| 2    | FC NSA Sofia         | 3 | 3    | 1     | 0     | 2     | 2      | 11     |
| 4    | Pärnu JK             | 3 | 0    | 0     | 0     | 3     | 0      | 6      |

- 1. kolejka:

| 11 sierpnia 2012 | BIIK Kazygurt                  | 3:0   | Pärnu JK |                                                                  |
| 15:00 CET        | Litvinenko 83' (k), 86', 90+3' | (0:0) |          | Gradski stadion, Subotica Widzów: 100 Sędzia: Stéphanie Frappart |

| 11 sierpnia 2012 | FC NSA Sofia | 0:7   | ŽFK Spartak Subotica                                                                     |                                                               |
| 17:30 CET        | Radoyska 84' | (0:4) | Tenkov 21', 27' · Radojičić 33', 35' · Čanković 61' (k) · Ilić 70' · Razhgeva 79' (sam.) | Gradski stadion, Subotica Widzów: 300 Sędzia: Katalin Kulcsár |

- 2. kolejka:

| 13 sierpnia 2012 | FC NSA Sofia                      | 2:0   | Pärnu JK |                                                                  |
| 15:00 CET        | Gospodinova 17' · Popadiynova 43' | (2:0) |          | Gradski stadion, Subotica Widzów: 150 Sędzia: Stéphanie Frappart |

| 13 sierpnia 2012 | ŽFK Spartak Subotica | 0:2   | BIIK Kazygurt                    |                                                                     |
| 17:30 CET        |                      | (0:1) | Litvinenko 14' · Ogbiagbevha 53' | Gradski stadion, Subotica Widzów: 500 Sędzia: Karolina Radzik-Johan |

- 3. kolejka:

| 16 sierpnia 2012 | BIIK Kazygurt                                                    | 4:0   | FC NSA Sofia |                                                              |
| 17:00 CET        | Litvinenko 2' · Zhanatayeva 44' · Ogbiagbevha 90' · Krstić 90+3' | (2:0) |              | Gradski stadion, Subotica Widzów: 50 Sędzia: Katalin Kulcsár |

| 16 sierpnia 2012 | Pärnu JK | 0:1   | ŽFK Spartak Subotica |                                                                    |
| 17:00 CET        |          | (0:0) | Slović 79'           | Stadion Karađorđe, Nowy Sad Widzów: 250 Sędzia: Stéphanie Frappart |

### Grupa 3
Wyniki i tabela grupy 3, w której gospodarzem była drużyna Birkirkara FC z Malty:
| Poz. | Klub             | M | Pkt. | Mecze | Mecze | Mecze | Bramki | Bramki |
| Poz. | Klub             | M | Pkt. | zwy.  | rem.  | por.  | zdob.  | stra.  |
| ---- | ---------------- | - | ---- | ----- | ----- | ----- | ------ | ------ |
| 1    | CFF Olimpia Cluj | 3 | 9    | 2     | 0     | 0     | 16     | 3      |
| 2    | SU 1° Dezembro   | 3 | 6    | 1     | 0     | 1     | 6      | 4      |
| 3    | Glentoran LFC    | 3 | 3    | 1     | 0     | 1     | 5      | 9      |
| 4    | Birkirkara FC    | 3 | 0    | 0     | 0     | 2     | 1      | 12     |

- 1. kolejka:

| 11 sierpnia 2012 | SU 1° Dezembro                                      | 4:0   | Glentoran LFC |                                                                   |
| 17:30 CET        | Silvia 7' · Galvão 55' · Ventura 82' · Fontes 90+2' | (1:0) |               | Centenary Stadium, Ta’ Qali Widzów: 75 Sędzia: Gordana Kuzmanović |

| 11 sierpnia 2012 | CFF Olimpia Cluj | 8:0   | Birkirkara FC                                                                        |                                                            |
| 20:00 CET        | Benak 90+2'      | (5:0) | Duşa 9', 90' (k) · Sârghe 15' · Lunca 20' · Voicu 22' · Bortan 38' · Vătafu 60', 82' | Centenary Stadium, Ta’ Qali Widzów: 110 Sędzia: Marte Sørø |

- 2. kolejka:

| 13 sierpnia 2012 | SU 1° Dezembro | 1:0   | Birkirkara FC |                                                           |
| 17:30 CET        | Silvia 17'     | (1:0) |               | Centenary Stadium, Ta’ Qali Widzów: 75 Sędzia: Marte Sørø |

| 13 sierpnia 2012 | Glentoran LFC        | 2:4   | CFF Olimpia Cluj               |                                                             |
| 20:00 CET        | Burk 16' · Vance 74' | (1:1) | Duşa 25', 76', 86' · Lunca 84' | Centenary Stadium, Ta’ Qali Widzów: 75 Sędzia: Riem Hussein |

- 3. kolejka:

| 16 sierpnia 2012 | CFF Olimpia Cluj                                 | 4:1   | SU 1° Dezembro |                                                                  |
| 17:00 CET        | Duşa 22', 34', 70' · Lunca 59' · Vătafu 64', 73' | (2:1) | Silvia 21'     | Ta’ Qali Stadium, Ta’ Qali Widzów: 57 Sędzia: Gordana Kuzmanović |

| 16 sierpnia 2012 | Birkirkara FC | 1:3   | Glentoran LFC                      |                                                              |
| 17:00 CET        | Feasey 90+2'  | (0:1) | Bailie 45+4' · McGuinness 72', 77' | Centenary Stadium, Ta’ Qali Widzów: 100 Sędzia: Riem Hussein |

### Grupa 4
Wyniki i tabela grupy 4, w której gospodarzem był słowacki Slovan Bratysława:
| Poz. | Klub                 | M | Pkt. | Mecze | Mecze | Mecze | Bramki | Bramki |
| Poz. | Klub                 | M | Pkt. | zwy.  | rem.  | por.  | zdob.  | stra.  |
| ---- | -------------------- | - | ---- | ----- | ----- | ----- | ------ | ------ |
| 1    | RTP Unia Racibórz    | 3 | 9    | 3     | 0     | 0     | 17     | 1      |
| 2    | Slovan Bratysława    | 3 | 6    | 2     | 0     | 1     | 11     | 7      |
| 2    | Bobruchanka Bobrujsk | 3 | 3    | 1     | 0     | 2     | 7      | 9      |
| 4    | ŽFK Ekonomist Nikšić | 3 | 0    | 0     | 0     | 3     | 2      | 20     |

- 1. kolejka:

| 11 sierpnia 2012 | RTP Unia Racibórz                                | 5:0   | Slovan Bratysława |                                                              |
| 11:00 CET        | Wiśniewska 5' · Chinasa 11', 54', 90' · Mika 85' | (2:0) |                   | Štadión Pasienky, Bratysława Widzów: 300 Sędzia: Morag Pirie |

| 11 sierpnia 2012 | Bobruchanka Bobrujsk                                        | 5:1   | ŽFK Ekonomist Nikšić |                                                       |
| 17:00 CET        | Buzunova 15' · Loginova 33', 78' · Sike 60' · Astashova 87' | (2:1) | Djoković 24'         | NTC Senec, Senec Widzów: 150 Sędzia: Knarik Grigoryan |

- 2. kolejka:

| 13 sierpnia 2012 | RTP Unia Racibórz                                                         | 7:1   | ŽFK Ekonomist Nikšić |                                                      |
| 11:00 CET        | Tarczyńska 18', 43' · Ištóková 20' · Chinasa 25', 58', 71' · Sýkorová 52' | (4:0) | Krivokapić 89'       | NTC Senec, Senec Widzów: 80 Sędzia: Knarik Grigoryan |

| 13 sierpnia 2012 | Slovan Bratysława                    | 3:2   | Bobruchanka Bobrujsk                |                                                                |
| 17:00 CET        | Ondrušová 39' (k) · Fecková 63', 83' | (1:1) | Mravíková 28' (sam.) · Buzinova 78' | Štadión Pasienky, Bratysława Widzów: 200 Sędzia: Elia Martinez |

- 3. kolejka:

| 16 sierpnia 2012 | Bobruchanka Bobrujsk | 0:5   | RTP Unia Racibórz                                             |                                                  |
| 17:00 CET        |                      | (0:4) | Chinasa 17', 90+4' · Pożerska 25' · Tarczyńska 30' · Mika 43' | NTC Senec, Senec Widzów: 100 Sędzia: Morag Pirie |

| 16 sierpnia 2012 | ŽFK Ekonomist Nikšić | 0:8   | Slovan Bratysława |                                                                |
| 17:00 CET        |                      | (0:3) | Fecková 23', 59' · Fatulová 35' · Vargovčiková 45' · Cabarkapa 66' (sam.) · Balážiková 78' · Kujovičová 84' · Ondrušová 90+1' | Štadión Pasienky, Bratysława Widzów: 250 Sędzia: Elia Martinez |

### Grupa 5
Wyniki i tabela grupy 5, w której gospodarzem był ŽNK SFK 2000 Sarajewo z Bośni i Hercegowiny:
| Poz. | Klub                           | M | Pkt. | Mecze | Mecze | Mecze | Bramki | Bramki |
| Poz. | Klub                           | M | Pkt. | zwy.  | rem.  | por.  | zdob.  | stra.  |
| ---- | ------------------------------ | - | ---- | ----- | ----- | ----- | ------ | ------ |
| 1    | ŽNK SFK 2000 Sarajewo          | 3 | 7    | 2     | 1     | 0     | 6      | 1      |
| 2    | Peamount United                | 3 | 6    | 2     | 0     | 1     | 9      | 4      |
| 3    | ASA Tel Awiw                   | 3 | 4    | 1     | 1     | 1     | 6      | 6      |
| 4    | Cardiff Metropolitan Ladies FC | 3 | 0    | 0     | 0     | 3     | 0      | 10     |

- 1. kolejka:

| 11 sierpnia 2012 | ŽNK SFK 2000 Sarajewo                    | 4:0   | Peamount United |                                                            |
| 11:00 CET        | Šešlija 3' · Hadžić 30' · Amela 32', 43' | (4:0) |                 | Stadion Koševo, Sarajewo Widzów: 100 Sędzia: Sandra Bastos |

| 11 sierpnia 2012 | ASA Tel Awiw                                   | 5:0   | Cardiff Metropolitan Ladies FC |                                                                    |
| 17:30 CET        | Falkon 1', 62' · Shenar 6', 50' · Friedman 31' | (3:0) |                                | Stadion Koševo, Sarajewo Widzów: 50 Sędzia: Anastasia Pustovoitova |

- 2. kolejka:

| 13 sierpnia 2012 | Peamount United                               | 5:0   | ASA Tel Awiw |                                                         |
| 11:00 CET        | Russell 5' · Lawlor 41', 62', 90' · Roche 58' | (2:0) |              | Stadion Koševo, Sarajewo Widzów: 40 Sędzia: Ausra Kance |

| 13 sierpnia 2012 | ŽNK SFK 2000 Sarajewo | 1:0   | Cardiff Metropolitan Ladies FC |                                                                     |
| 17:30 CET        | Kršo 57'              | (0:0) |                                | Stadion Koševo, Sarajewo Widzów: 130 Sędzia: Anastasia Pustovoitova |

- 3. kolejka:

| 16 sierpnia 2012 | ASA Tel Awiw | 1:1   | ŽNK SFK 2000 Sarajewo          |                                                            |
| 17:00 CET        | Shelina 50'  | (0:1) | Hadžić 6' · Fetahović 56', 75' | Stadion Koševo, Sarajewo Widzów: 130 Sędzia: Sandra Bastos |

| 16 sierpnia 2012 | Cardiff Metropolitan Ladies FC | 0:4   | Peamount United                            |                                                                        |
| 17:00 CET        |                                | (0:2) | Roche 2', 58' · O’Sullivan 9' · Lawlor 48' | Stadion SRC Slavija, Sarajewo Wschodnie Widzów: 52 Sędzia: Ausra Kance |

### Grupa 6
Wyniki i tabela grupy 6, w której gospodarzem był Apollon Limassol z Cypru:
| Poz. | Klub               | M | Pkt. | Mecze | Mecze | Mecze | Bramki | Bramki |
| Poz. | Klub               | M | Pkt. | zwy.  | rem.  | por.  | zdob.  | stra.  |
| ---- | ------------------ | - | ---- | ----- | ----- | ----- | ------ | ------ |
| 1    | Apollon Limassol   | 3 | 9    | 3     | 0     | 0     | 31     | 0      |
| 2    | Żytłobud-1 Charków | 3 | 6    | 2     | 0     | 1     | 16     | 5      |
| 3    | KÍ Klaksvík        | 3 | 3    | 1     | 0     | 2     | 12     | 10     |
| 4    | Ada Velipojë       | 3 | 0    | 0     | 0     | 3     | 2      | 46     |

- 1. kolejka:

| 11 sierpnia 2012 | Apollon Limassol                                                | 7:0   | KÍ Klaksvík |                                                           |
| 18:00 EET        | Farrelly 16' · Rus 17', 74', 84' · Kostova 53', 62' · Iuşan 90' | (2:0) |             | Stadion Neo GSZ, Larnaka Widzów: 38 Sędzia: Jana Adámková |

| 11 sierpnia 2012 | Żytłobud-1 Charków | 14:1  | Ada Velipojë |                                                            |
| 21:00 EET        | Kostyuchenko 6', 65' · Shundrovska 9', 50' · Znaidzionava 11', 90' · Tatarinova 30', 52' · Basanska 37', 60' · Nesterenko 45+3', 62' · Ovdiychuk 67', 86' | (6:1) | Baro 45+2'   | Stadion Neo GSZ, Larnaka Widzów: 11 Sędzia: Linn Andersson |

- 2. kolejka:

| 13 sierpnia 2012 | KÍ Klaksvík | 1:2   | Żytłobud-1 Charków                                      |                                                        |
| 18:00 EET        | Purkhús 29' | (1:0) | Josephsen 66' (sam.) · Kostyuchenko 73' · Tykhonova 76' | Stadion Neo GSZ, Larnaka Widzów: 29 Sędzia: Rhona Daly |

| 13 sierpnia 2012 | Apollon Limassol | 21:0   | Ada Velipojë |                                                            |
| 21:00 EET        | Kostova 3', 45+3' (k), 49', 59' · Rus 13', 25', 63', 65', 71' · Lazri 18' (sam.) · Farrelly 21', 45', 84' · Olar 30', 34', 74' · Iordanou 40' · Bajrakurtaj 51' (sam.) · Georgiou 68' · Zampa 75', 90+2' (k) | (10:0) | Hoxhaj 90+2' | Stadion Neo GSZ, Larnaka Widzów: 81 Sędzia: Linn Andersson |

- 3. kolejka:

| 16 sierpnia 2012 | Żytłobud-1 Charków | 0:3   | Apollon Limassol                                     |                                                             |
| 18:00 EET        |                    | (0:0) | Giannou 45+2' · Kostova 58' · Rus 60' · Farrelly 75' | Stadion Tsirion, Limassol Widzów: 210 Sędzia: Jana Adámková |

| 16 sierpnia 2012 | Ada Velipojë | 1:11  | KÍ Klaksvík                                                                                                  |                                                        |
| 18:00 EET        | Baro 10'     | (1:2) | M.K. Thomsen 28', 33', 52', 85' · Purkhús 49', 57', 63', 81', 83' · Andreasen 53', 65' · Á. Thomsen 29', 71' | Stadion Neo GSZ, Larnaka Widzów: 12 Sędzia: Rhona Daly |

### Grupa 7
Wyniki i tabela grupy 7, w której gospodarzem był ZFK Naše Taksi z Macedonii:
| Poz. | Klub                     | M | Pkt. | Mecze | Mecze | Mecze | Bramki | Bramki |
| Poz. | Klub                     | M | Pkt. | zwy.  | rem.  | por.  | zdob.  | stra.  |
| ---- | ------------------------ | - | ---- | ----- | ----- | ----- | ------ | ------ |
| 1    | MTK Hungária Budapeszt   | 3 | 9    | 3     | 0     | 0     | 14     | 0      |
| 2    | PAOK Saloniki            | 3 | 6    | 2     | 0     | 1     | 9      | 2      |
| 3    | ZFK Naše Taksi           | 3 | 3    | 1     | 0     | 2     | 5      | 10     |
| 4    | FC Skonto/Cerība-46.vsk. | 3 | 0    | 0     | 0     | 3     | 2      | 18     |

- 1. kolejka:

| 11 sierpnia 2012 | PAOK Saloniki   | 1:0   | ZFK Naše Taksi |                                                                |
| 17:00 CET        | Panteliadou 47' | (0:0) |                | Stadion Mladost, Strumica Widzów: 300 Sędzia: Esther Azzopardi |

| 11 sierpnia 2012 | MTK Hungária Budapeszt                                       | 5:0   | FC Skonto/Cerība-46.vsk. |                                                            |
| 17:00 CET        | Nagy 5' · Vágó 18', 90+3' · Petrikina 34' (sam.) · Pádár 71' | (3:0) |                          | Stadion Kukusz, Turnowo Widzów: 10 Sędzia: Zuzana Kováčová |

- 2. kolejka:

| 13 sierpnia 2012 | PAOK Saloniki                                                                          | 8:0   | FC Skonto/Cerība-46.vsk. |                                                              |
| 17:00 CET        | Dimitrijević 3', 69', 77', 87' · Arvanitaki 29' · Panteliadou 32', 60' · Dimitriou 45' | (4:0) |                          | Stadion Mladost, Strumica Widzów: 50 Sędzia: Zuzana Kováčová |

| 13 sierpnia 2012 | ZFK Naše Taksi  | 0:7   | MTK Hungária Budapeszt                                               |                                                             |
| 17:00 CET        | Dukova 27', 60' | (0:4) | Pádár 5', 76' · Vágó 13', 15', 28' (k) · Palkovics 73' · Smuczer 77' | Stadion Kukusz, Turnowo Widzów: 50 Sędzia: Monika Mularczyk |

- 3. kolejka:

| 16 sierpnia 2012 | MTK Hungária Budapeszt | 2:0   | PAOK Saloniki        |                                                               |
| 17:00 CET        | Nagy 59' · Vágó 90+1'  | (0:0) | Panteliadou 38', 80' | Stadion Mladost, Strumica Widzów: 70 Sędzia: Esther Azzopardi |

| 16 sierpnia 2012 | FC Skonto/Cerība-46.vsk.          | 2:5   | ZFK Naše Taksi                                            |                                                             |
| 17:00 CET        | Levencova 6' · Brahimi 47' (sam.) | (1:3) | Brahimi 14' (k), 89' · Stankovska 24', 87' · Naceva 45+4' | Stadion Kukusz, Turnowo Widzów: 40 Sędzia: Monika Mularczyk |

### Grupa 8
Wyniki i tabela grupy 8, w której gospodarzem był PK-35 Vantaa z Finlandii:
| Poz. | Klub             | M | Pkt. | Mecze | Mecze | Mecze | Bramki | Bramki |
| Poz. | Klub             | M | Pkt. | zwy.  | rem.  | por.  | zdob.  | stra.  |
| ---- | ---------------- | - | ---- | ----- | ----- | ----- | ------ | ------ |
| 1    | Glasgow City LFC | 3 | 7    | 2     | 1     | 0     | 15     | 3      |
| 2    | PK-35 Vantaa     | 3 | 7    | 2     | 1     | 0     | 10     | 2      |
| 2    | ŽNK Osijek       | 3 | 3    | 1     | 0     | 2     | 14     | 7      |
| 4    | FC Noroc         | 3 | 0    | 0     | 0     | 3     | 1      | 28     |

- 1. kolejka:

| 11 sierpnia 2012 | PK-35 Vantaa                                               | 6:0   | FC Noroc |                                                                      |
| 14:00 EET        | Walker 20', 25', 37' · Taipale 59', 79' · Saarinen 74' (k) | (3:0) |          | Hakunilan Urheilupuisto, Vantaa Widzów: 238 Sędzia: Simona Ghisletta |

| 11 sierpnia 2012 | Glasgow City LFC                | 3:2   | ŽNK Osijek              |                                                                   |
| 18:00 EET        | Dalziel 67', 79' · Mitchell 86' | (0:1) | Lojna 9' · Kalamiza 75' | Myyrmäen Urheilupuisto, Vantaa Widzów: 55 Sędzia: Carina Vitulano |

- 2. kolejka:

| 13 sierpnia 2012 | Glasgow City LFC                                                                                               | 11:0  | FC Noroc |                                                                     |
| 18:30 EET        | L. Ross 4', 17' · Callaghan 8', 45+1' · McSorley 10', 21' · Dalziel 40' · Lindner 50', 54', 89' · McDonald 80' | (7:0) |          | Hakunilan Urheilupuisto, Vantaa Widzów: 10 Sędzia: Simona Ghisletta |

| 13 sierpnia 2012 | ŽNK Osijek  | 1:3   | PK-35 Vantaa                            |                                                                 |
| 18:30 EET        | Andrlić 70' | (0:2) | Leppikangas 14' · Walker 31' · Uwak 68' | Myyrmäen Urheilupuisto, Vantaa Widzów: 343 Sędzia: Dilan Gökçek |

- 3. kolejka:

| 16 sierpnia 2012 | PK-35 Vantaa | 1:1   | Glasgow City LFC         |                                                                    |
| 18:00 EET        | Uwak 8'      | (1:1) | J. Ross 5' · L. Ross 25' | Myyrmäen Urheilupuisto, Vantaa Widzów: 625 Sędzia: Carina Vitulano |

| 16 sierpnia 2012 | FC Noroc    | 1:11  | ŽNK Osijek                                                                                             |                                                                 |
| 18:00 EET        | Mihalaş 43' | (1:3) | Joščak 13', 82', 88' · Nevrkla 24', 85' · Lojna 42' · Kalamiza 47', 51', 68' · Culek 89' · Šalek 90+1' | Hakunilan Urheilupuisto, Vantaa Widzów: 30 Sędzia: Dilan Gökçek |

### Ranking zespołów z drugich miejsc
Dwa z ośmiu zespołów z drugich miejsc w swoich grupach eliminacyjnych również awansowały do 1/16 finału. Bilansu dokonano na podstawie spotkań z zespołami z pierwszego i trzeciego miejsca w swojej grupie (nie był więc pod uwagę brany mecz z najsłabszym przeciwnikiem). Awans uzyskały PK-35 Vantaa i ŽFK Spartak Subotica.
| Grupa | Klub                 | M | Pkt. | Mecze | Mecze | Mecze | Bramki | Bramki |
| Grupa | Klub                 | M | Pkt. | zwy.  | rem.  | por.  | zdob.  | stra.  |
| ----- | -------------------- | - | ---- | ----- | ----- | ----- | ------ | ------ |
| 3     | PK-35 Vantaa         | 2 | 4    | 1     | 1     | 0     | 4      | 2      |
| 8     | ŽFK Spartak Subotica | 2 | 3    | 1     | 0     | 1     | 7      | 2      |
| 4     | SU 1° Dezembro       | 2 | 3    | 1     | 0     | 1     | 5      | 4      |
| 7     | Peamount United      | 2 | 3    | 1     | 0     | 1     | 5      | 4      |
| 6     | ŽNK Pomurje          | 2 | 3    | 1     | 0     | 1     | 4      | 4      |
| 1     | PAOK Saloniki        | 2 | 3    | 1     | 0     | 1     | 1      | 2      |
| 5     | Żytłobud-1 Charków   | 2 | 3    | 1     | 0     | 1     | 2      | 4      |
| 2     | Slovan Bratysława    | 2 | 3    | 1     | 0     | 1     | 3      | 7      |

## 1/16 finału
Do 1/16 finału przystąpiło 10 zespołów wyłonionych w fazie wstępnej oraz 22 zespoły z 14 najwyżej notowanych lig (mistrz każdej z nich oraz zespoły z drugich miejsc z pierwszych ośmiu najwyżej notowanych lig). Losowanie par 1/16 finału odbyło się 23 sierpnia 2012 roku. Przy okazji tego losowania ustalone zostały również pary 1/8 finału. Pierwsze mecze 1/16 odbyły się w dniach 25–27 września, a rewanże 3–11 października.
| 25 września 2012 | FC Zürich Frauen | 1:1   | FCF Juvisy |                                                               |
| 19:15 CET        | Grings 90+1'     | (0:0) | Thiney 50' | Letzigrund Stadion, Zurych Widzów: 2871 Sędzia: Sandra Bastos |

| 4 października 2012 | FCF Juvisy     | 1:0   | FC Zürich Frauen |                                                                                |
| 19:45 CET           | Thiney 69' (k) | (0:0) |                  | Stade Léo-Lagrange, Sainte-Geneviève-des-Bois Widzów: 658 Sędzia: Gyöngyi Gaál |

- Awans: FCF Juvisy (2:1 w dwumeczu)

| 26 września 2012 | BIIK Kazygurt | 0:4   | Røa IL                                           |                                                             |
| 17:00 UTC+6:00   |               | (0:3) | Andreassen 14', 45+1' · Thorsnes 15' · Haavi 54' | Stadion BIIK, Szymkent Widzów: 600 Sędzia: Monika Mularczyk |

| 4 października 2012 | Røa IL                                       | 4:0   | BIIK Kazygurt |                                                       |
| 16:00 CET           | Tårnes 6' · Thorsnes 29' · Kvalsvik 83', 85' | (2:0) |               | Røa Kunstgress, Oslo Widzów: 130 Sędzia: Dilan Gökçek |

- Awans: Røa IL (8:0 w dwumeczu)

| 26 września 2012 | Birmingham City LFC       | 2:0   | ASD CF Bardolino |                                                                     |
| 14:00 WET        | Williams 51' · Harrop 70' | (0:0) |                  | DCS Stadium, Stratford-upon-Avon Widzów: 212 Sędzia: Efthalia Mitsi |

| 3 października 2012 | ASD CF Bardolino           | 3:0 (pd.)  | Birmingham City LFC |                                                                             |
| 20:30 CET           | Girelli 37' (k), 79', 112' | (1:0, 2:0) |                     | Stadio Marcantonio Bentegodi, Werona Widzów: 3900 Sędzia: Bibiana Steinhaus |

- Awans: ASD CF Bardolino (3:2 w dwumeczu)

| 26 września 2012 | ŽFK Spartak Subotica | 0:1   | Göteborg FC |                                                                |
| 15:00 CET        |                      | (0:1) | Levin 40'   | Gradski stadion, Subotica Widzów: 1500 Sędzia: Zuzana Kováčová |

| 3 października 2012 | Göteborg FC                  | 3:0   | ŽFK Spartak Subotica |                                                                |
| 19:00 CET           | Schough 20', 35' · Press 69' | (2:0) |                      | Valhalla idrottsplats, Göteborg Widzów: 518 Sędzia: Marte Sørø |

- Awans: Göteborg FC (4:0 w dwumeczu)

| 26 września 2012 | Apollon Limassol       | 2:3   | Sassari Torres CF    |                                                            |
| 16:30 EET        | Farrelly 17' · Rus 57' | (1:0) | Panico 67', 85', 86' | Stadion Tsirion, Limassol Widzów: 450 Sędzia: Riem Hussein |

| 3 października 2012 | Sassari Torres CF                            | 3:1   | Apollon Limassol |                                                                     |
| 20:00 CET           | Fuselli 26' · Iannella 65' · Manieri 81' (k) | (1:0) | Rus 49'          | Stadio Vanni Sanna, Sassari Widzów: 1122 Sędzia: Cristina Dorcioman |

- Awans: Sassari Torres CF (6:3 w dwumeczu)

| 26 września 2012 | PK-35 Vantaa | 0:7   | Olympique Lyon                                                                           |                                                                     |
| 17:00 EET        |              | (0:4) | Tonazzi 13', 84' · Renard 24' · Le Sommer 36' · Dickenmann 44' · Majri 73' · Abily 90+1' | Myyrmäen Urheilupuisto, Vantaa Widzów: 370 Sędzia: Aneliya Sinabova |

| 3 października 2012 | Olympique Lyon                                               | 5:0   | PK-35 Vantaa |                                                         |
| 18:30 CET           | Abily 6' · Henry 40' · Bompastor 53' · Majri 68' · Nécib 88' | (2:0) |              | Stade Gerland, Lyon Widzów: 5276 Sędzia: Marina Mamaeva |

- Awans: Olympique Lyon (12:0 w dwumeczu)

| 26 września 2012 | CFF Olimpia Cluj | 1:1   | SV Neulengbach |                                                                        |
| 17:00 EET        | Duşa 57'         | (0:0) | Gstöttner 84'  | Cluj Arena, Kluż-Napoka Widzów: 800 Sędzia: Christina Westrum Pedersen |

| 3 października 2012 | SV Neulengbach               | 2:2 (pd.)  | CFF Olimpia Cluj |                                                                   |
| 19:30 CET           | Giovana 30' · Gstöttner 108' | (1:0, 1:1) | Lunca 81', 101'  | Wienerwaldstadion, Neulengbach Widzów: 1150 Sędzia: Elia Martinez |

- Awans: CFF Olimpia Cluj (3:3 w dwumeczu, awans dzięki większej ilości bramek zdobytych na wyjeździe)

| 26 września 2012 | FC Barcelona | 0:3   | Arsenal Ladies                        |                                                                 |
| 19:00 CET        |              | (0:1) | Beattie 31' · Nobbs 55' · Chapman 67' | Mini Estadi, Barcelona Widzów: 1354 Sędzia: Christine Baitinger |

| 4 października 2012 | Arsenal Ladies                       | 4:0   | FC Barcelona |                                                            |
| 15:00 WET           | Beattie 53', 78', 90+3' · Little 57' | (0:0) |              | Meadow Park, Borehamwood Widzów: 662 Sędzia: Lilach Asulin |

- Awans: Arsenal Ladies (7:0 w dwumeczu)

| 26 września 2012 | Stabæk IF                         | 2:0   | Brøndby IF |                                                                |
| 19:00 CET        | Hegerberg 41' 50' · Stensland 47' | (0:0) |            | Nadderud Stadion, Bekkestua Widzów: 607 Sędzia: Linn Andersson |

| 3 października 2012 | Brøndby IF                           | 3:3   | Stabæk IF                                 |                                                              |
| 18:30 CET           | Christiansen 29', 60' · Munk 73' (k) | (1:3) | Hegerberg 5' · Kaurin 27' · Stensland 32' | Brøndby Stadion, Brøndby Widzów: 879 Sędzia: Kirsi Heikkinen |

- Awans: Stabæk IF (5:3 w dwumeczu)

| 26 września 2012 | Standard Liège | 1:3   | 1. FFC Turbine Poczdam                  |                                                                           |
| 19:00 CET        | Coutereels 6'  | (1:3) | Andonova 15', 35' · Courtois 38' (sam.) | Stade Maurice Dufrasne, Liège Widzów: 3905 Sędzia: Anastasia Pustovoitova |

| 3 października 2012 | 1. FFC Turbine Poczdam                              | 5:0   | Standard Liège |                                                                       |
| 14:00 CET           | Andonova 18', 47', 90+3' · Ogimi 45+3' · Añonma 87' | (2:0) |                | Karl-Liebknecht-Stadion, Poczdam Widzów: 2460 Sędzia: Lina Lehtovaara |

- Awans: 1. FFC Turbine Poczdam (8:1 w dwumeczu)

| 26 września 2012 | Glasgow City LFC | 1:2   | Fortuna Hjørring  |                                                               |
| 19:00 WET        | J. Ross 76'      | (0:2) | Nadim 3', 31' 44' | Petershill Park, Glasgow Widzów: 460 Sędzia: Knarik Grigoryan |

| 3 października 2012 | Fortuna Hjørring | 0:0   | Glasgow City LFC |                                                                   |
| 20:15 CET           |                  | (0:0) |                  | Hjørring Stadion, Hjørring Widzów: 817 Sędzia: Stéphanie Frappart |

- Awans: Fortuna Hjørring (2:1 w dwumeczu)

| 26 września 2012 | Stjarnan | 0:0   | Zorki Krasnogorsk |                                                             |
| 20:00 UTC+0:00   |          | (0:0) |                   | Stjörnuvöllur, Garðabær Widzów: 678 Sędzia: Jenny Palmqvist |

| 4 października 2012 | Zorki Krasnogorsk          | 3:1   | Stjarnan           |                                                                |
| 15:00 MSK           | Dyatel 33', 47' · Ruiz 60' | (1:0) | Fridjónsdóttir 79' | Stadion Saturn, Ramienskoje Widzów: 200 Sędzia: Esther Staubli |

- Awans: Zorki Krasnogorsk (3:1 w dwumeczu)

| 27 września 2012 | RTP Unia Racibórz | 1:5   | VfL Wolfsburg                                    |                                                          |
| 16:00 CET        | Chinasa 47'       | (0:1) | Müller 27', 46' · Jakabfi 67' · Pohlers 71', 78' | Stadion OSiR-u, Racibórz Widzów: 5125 Sędzia: Rhona Daly |

| 4 października 2012 | VfL Wolfsburg                                                        | 6:1   | RTP Unia Racibórz |                                                                |
| 18:00 CET           | Pohlers 45+3', 48' · Kessler 56', 57' · Faisst 69' · Odebrecht 90+2' | (1:1) | Tarczyńska 35'    | VfL Stadion, Wolfsburg Widzów: 785 Sędzia: Natalia Aleksakhina |

- Awans: VfL Wolfsburg (11:2 w dwumeczu)

| 27 września 2012 | ŽNK SFK 2000 Sarajewo | 0:3   | Sparta Praga                         |                                                                |
| 16:00 CET        |                       | (0:0) | L. Martínková 58', 85' · Voňková 68' | Stadion Koševo, Sarajewo Widzów: 80 Sędzia: Florence Guillemin |

| 11 października 2012 | Sparta Praga                                      | 3:0   | ŽNK SFK 2000 Sarajewo |                                                                     |
| 15:00 CET            | Voňková 10' · L. Martínková 72' · Danihelková 85' | (1:0) |                       | Stadion Viktorii Žižkov, Praga Widzów: 310 Sędzia: Pernilla Larsson |

- Awans: Sparta Praga (6:0 w dwumeczu)

| 27 września 2012 | MTK Hungária Budapeszt | 0:4   | LdB FC Malmö                   |                                                                              |
| 18:00 CET        |                        | (0:1) | Veje 3', 63' · Mittag 77', 87' | Stadion Hidegkuti Nándor, Budapeszt Widzów: 1100 Sędzia: Silvia Tea Spinelli |

| 3 października 2012 | LdB FC Malmö                                                       | 6:1   | MTK Hungária Budapeszt |                                                                   |
| 19:00 CET           | Ørntoft 5' · Veje 26' · Rubensson 33', 65' · Anker-Kofoed 71', 79' | (3:0) | Vágó 90+2' (k)         | Malmö idrottsplats, Malmö Widzów: 603 Sędzia: Natalia Avdonchenko |

- Awans: LdB FC Malmö (10:1 w dwumeczu)

| 27 września 2012 | ADO Den Haag | 1:4   | Rossijanka Krasnoarmiejsk                       |                                                             |
| 19:00 CET        | Jansen 75'   | (0:2) | Shlyapina 2' (k), 77' (k) · Skotnikova 44', 63' | Den Haag Stadion, Haga Widzów: 500 Sędzia: Esther Azzopardi |

| 4 października 2012 | Rossijanka Krasnoarmiejsk | 1:2   | ADO Den Haag            |                                                                      |
| 15:00 MSK           | Shlyapina 9'              | (1:0) | Moudou 82' · Noyola 87' | Stadion Rossijanka, Krasnoarmiejsk Widzów: 250 Sędzia: Teodora Albon |

- Awans: Rossijanka Krasnoarmiejsk (5:3 w dwumeczu)

## 1/8 finału
Pierwsze mecze 1/8 finału rozegrane zostały 31 października – 1 listopada, a rewanże 7–8 listopada 2012 roku. Do gier przystąpiono bez losowania, gdyż pary ustalono już przy poprzedniej ceremonii.
| 31 października 2012 | Zorki Krasnogorsk | 0:9   | Olympique Lyon                                                                                         |                                                            |
| 15:00 MSK            |                   | (0:3) | Abily 14' · Nécib 20', 26', 62' · Henry 54', 84' (k) · Tonazzi 69' · Kostyukova 78' (sam.) · Otaki 81' | Stadion Rodina, Chimki Widzów: 200 Sędzia: Kirsi Heikkinen |

| 7 listopada 2012 | Olympique Lyon             | 2:0   | Zorki Krasnogorsk |                                                      |
| 18:00 CET        | Tonazzi 2' · Bompastor 41' | (2:0) |                   | Stade Gerland, Lyon Widzów: 6420 Sędzia: Morag Pirie |

- Awans: Olympique Lyon (11:0 w dwumeczu)

| 31 października 2012 | Stabæk IF | 0:0   | FCF Juvisy |                                                                     |
| 18:00 CET            |           | (0:0) |            | Nadderud Stadion, Bekkestua Widzów: 309 Sędzia: Natalia Avdonchenko |

| 8 listopada 2012 | FCF Juvisy                  | 2:1   | Stabæk IF |                                                                           |
| 19:00 CET        | Cayman 40' · Soubeyrand 69' | (1:1) | Moore 21' | Stade Léo Lagrange, Bonneuil-sur-Marne Widzów: 650 Sędzia: Efthalia Mitsi |

- Awans: FCF Juvisy (2:1 w dwumeczu)

| 31 października 2012 | Fortuna Hjørring | 1:1   | Göteborg FC  |                                                                |
| 18:30 CET            | Nadim 65'        | (0:0) | Averbuch 72' | Hjørring Stadion, Hjørring Widzów: 463 Sędzia: Kateryna Monzul |

| 7 listopada 2012 | Göteborg FC                 | 3:2   | Fortuna Hjørring         |                                                                        |
| 19:00 CET        | Press 7', 73' · Schough 27' | (2:1) | Arnth 37' · Pedersen 79' | Valhalla idrottsplats, Göteborg Widzów: 856 Sędzia: Cristina Dorcioman |

- Awans: Göteborg FC (4:3 w dwumeczu)

| 31 października 2012 | LdB FC Malmö | 1:0   | ASD CF Bardolino |                                                                   |
| 19:00 CET            | Mittag 2'    | (1:0) |                  | Malmö idrottsplats, Malmö Widzów: 521 Sędzia: Alexandra Ihringova |

| 7 listopada 2012 | ASD CF Bardolino | 0:2   | LdB FC Malmö                        |                                                                         |
| 20:30 CET        |                  | (0:1) | Gunnarsdóttir 13' · Wilhelmsson 57' | Stadio Marcantonio Bentegodi, Werona Widzów: 3500 Sędzia: Teodora Albon |

- Awans: LdB FC Malmö (3:0 w dwumeczu)

| 31 października 2012 | Sassari Torres CF                       | 4:1   | CFF Olimpia Cluj |                                                                     |
| 20:00 CET            | Domenichetti 10' · Panico 24', 73', 85' | (2:0) | Vătafu 51' 51'   | Stadio Vanni Sanna, Sassari Widzów: 250 Sędzia: Christine Baitinger |

| 8 listopada 2012 | CFF Olimpia Cluj | 0:3   | Sassari Torres CF             |                                                             |
| 18:00 EET        |                  | (0:1) | Iannella 9' · Panico 62', 66' | Cluj Arena, Kluż-Napoka Widzów: 1000 Sędzia: Esther Staubli |

- Awans: Sassari Torres CF (7:1 w dwumeczu)

| 1 listopada 2012 | Sparta Praga | 0:1   | Rossijanka Krasnoarmiejsk |                                                                               |
| 14:00 CET        |              | (0:1) | Oparanozie 12'            | Stadion Viktorii Žižkov, Praga Widzów: 525 Sędzia: Christina Westrum Pedersen |

| 8 listopada 2012 | Rossijanka Krasnoarmiejsk           | 2:2   | Sparta Praga                                                                    |                                                            |
| 16:00 MSK        | Vyštejnová 53' (sam.) · Fabiana 63' | (0:1) | Voňková 3' · Danihelková 90+4' · L. Martínková 90+3', 90+4' · Mocová 23', 90+4' | Stadion Rodina, Chimki Widzów: 100 Sędzia: Katalin Kulcsár |

- Awans: Rossijanka Krasnoarmiejsk (3:2 w dwumeczu)

| 1 listopada 2012 | Arsenal Ladies          | 2:1   | 1. FFC Turbine Poczdam |                                                               |
| 14:00 WET        | Chapman 70' · White 82' | (0:0) | Ogimi 89'              | Meadow Park, Borehamwood Widzów: 832 Sędzia: Esther Azzopardi |

| 7 listopada 2012 | 1. FFC Turbine Poczdam           | 3:4   | Arsenal Ladies                  |                                                                       |
| 18:00 CET        | Göransson 48', 59' · Winters 55' | (0:2) | Smith 27', 34', 57' · White 81' | Karl-Liebknecht-Stadion, Poczdam Widzów: 3620 Sędzia: Carina Vitulano |

- Awans: Arsenal Ladies (6:4 w dwumeczu)

| 1 listopada 2012 | VfL Wolfsburg                                                 | 4:1   | Røa IL    |                                                          |
| 17:00 CET        | Herregården 30' (sam.) · Jakabfi 40' · Popp 75' · Pohlers 81' | (2:1) | Haavi 22' | VfL Stadion, Wolfsburg Widzów: 685 Sędzia: Jana Adámková |

| 7 listopada 2012 | Røa IL              | 1:1   | VfL Wolfsburg |                                                                    |
| 13:00 CET        | Marthe Johansen 31' | (1:1) | Pohlers 33'   | Marienlyst Stadion, Drammen Widzów: 65 Sędzia: Silvia Tea Spinelli |

- Awans: VfL Wolfsburg (5:2 w dwumeczu)

## Ćwierćfinały
27 listopada odbyło się losowanie ćwierćfinałów oraz drabinki na dalszą część rozgrywek. Ćwierćfinały odbyły się na wiosnę 2013 roku – pierwsze mecze 20, a rewanże 27–28 marca.
| 20 marca 2013 | Arsenal Ladies                     | 3:1   | Sassari Torres CF |                                                                |
| 14:00 WET     | Smith 23' · Nobbs 49' · Little 63' | (1:0) | Maendly 71'       | Meadow Park, Borehamwood Widzów: 763 Sędzia: Bibiana Steinhaus |

| 27 marca 2013 | Sassari Torres CF | 0:1   | Arsenal Ladies |                                                                |
| 14:30 CET     |                   | (0:1) | Fahey 4'       | Stadio Vanni Sanna, Sassari Widzów: 3150 Sędzia: Teodora Albon |

- Awans: Arsenal Ladies (4:1 w dwumeczu)

| 20 marca 2013 | VfL Wolfsburg        | 2:1   | Rossijanka Krasnoarmiejsk        |                                                                |
| 18:00 CET     | Popp 5' · Müller 32' | (2:0) | Mashina 43' · Henning 46' (sam.) | VfL Stadion, Wolfsburg Widzów: 1971 Sędzia: Cristina Dorcioman |

| 28 marca 2013 | Rossijanka Krasnoarmiejsk | 0:2   | VfL Wolfsburg               |                                                             |
| 19:30 MSK     |                           | (0:0) | Pohlers 71' · Goessling 88' | Stadion Łużniki, Moskwa Widzów: 806 Sędzia: Kirsi Heikkinen |

- Awans: VfL Wolfsburg (4:1 w dwumeczu)

| 20 marca 2013 | Olympique Lyon                                        | 5:0   | LdB FC Malmö |                                                         |
| 18:00 CET     | Thomis 18' · Schelin 24', 62' · Abily 71' · Nécib 89' | (2:0) |              | Stade Gerland, Lyon Widzów: 8026 Sędzia: Esther Staubli |

| 28 marca 2013 | LdB FC Malmö | 0:3   | Olympique Lyon                         |                                                                |
| 19:15 CET     |              | (0:1) | Schelin 15' · Rapinoe 53' · Renard 89' | Malmö idrottsplats, Malmö Widzów: 1256 Sędzia: Kateryna Monzul |

- Awans: Olympique Lyon (8:0 w dwumeczu)

| 20 marca 2013 | FCF Juvisy               | 1:0   | Göteborg FC |                                                                                |
| 20:00 CET     | Machart 17' · Thiney 50' | (1:0) |             | Stade Léo Lagrange, Bonneuil-sur-Marne Widzów: 812 Sędzia: Christine Baitinger |

| 27 marca 2013 | Göteborg FC  | 1:3   | FCF Juvisy                     |                                                                         |
| 19:15 CET     | Averbuch 65' | (0:0) | Catala 77', 86' · Cayman 90+1' | Valhalla idrottsplats, Göteborg Widzów: 911 Sędzia: Silvia Tea Spinelli |

- Awans: FCF Juvisy (4:1 w dwumeczu)

## Półfinały
Pierwsze mecze półfinałowe zostały rozegrane 13 i 14 kwietnia, a rewanże 21 kwietnia 2013 roku. Do finału awansowały piłkarki finalisty ostatnich trzech i zwycięzcy ostatnich dwóch edycji rozgrywek, Olympique Lyon z Francji, a także zawodniczki debiutującego w tym sezonie w kobiecej Lidze Mistrzów VfL Wolfsburg z Niemiec.
| 13 kwietnia 2013 | Olympique Lyon                  | 3:0   | FCF Juvisy |                                                           |
| 21:00 CET        | Schelin 18', 90+3' · Renard 63' | (1:0) |            | Stade Gerland, Lyon Widzów: 21 923 Sędzia: Efthalia Mitsi |

| 21 kwietnia 2013 | FCF Juvisy | 1:6   | Olympique Lyon                                               |                                                                      |
| 16:30 CET        | Diani 84'  | (0:2) | Rapinoe 6' · Schelin 19', 51' · Abily 63' · Tonazzi 71', 78' | Stade Robert-Bobin, Bondoufle Widzów: 11 612 Sędzia: Katalin Kulcsár |

- Awans: Olympique Lyon (9:1 w dwumeczu)

| 14 kwietnia 2013 | Arsenal Ladies | 0:2   | VfL Wolfsburg            |                                                               |
| 14:00 WET        |                | (0:1) | Pohlers 29' · Müller 85' | Meadow Park, Borehamwood Widzów: 1406 Sędzia: Kateryna Monzul |

| 21 kwietnia 2013 | VfL Wolfsburg                | 2:1   | Arsenal Ladies |                                                                      |
| 12:05 CET        | Wagner 14' · Kessler 61' 61' | (1:0) | Little 54'     | Volkswagen-Arena, Wolfsburg Widzów: 8173 Sędzia: Silvia Tea Spinelli |

- Awans: VfL Wolfsburg (4:1 w dwumeczu)

## Finał
Finał rozgrywek odbył się 23 maja 2013 roku na Stamford Bridge w Londynie. Zwycięzcą po raz pierwszy w historii została debiutująca w tym sezonie w kobiecej Lidze Mistrzów drużyna VfL Wolfsburg.
| 23 maja 2013 19:30 WET | VfL Wolfsburg · Müller 73' (k) | 1 – 0(0 – 0) | Olympique Lyon | Stamford Bridge, Londyn Widzów: 19 278 Sędzia: Teodora Albon |
|                        |                                |              |                |                                                              |